# Evangelische Kirche (Udenborn)

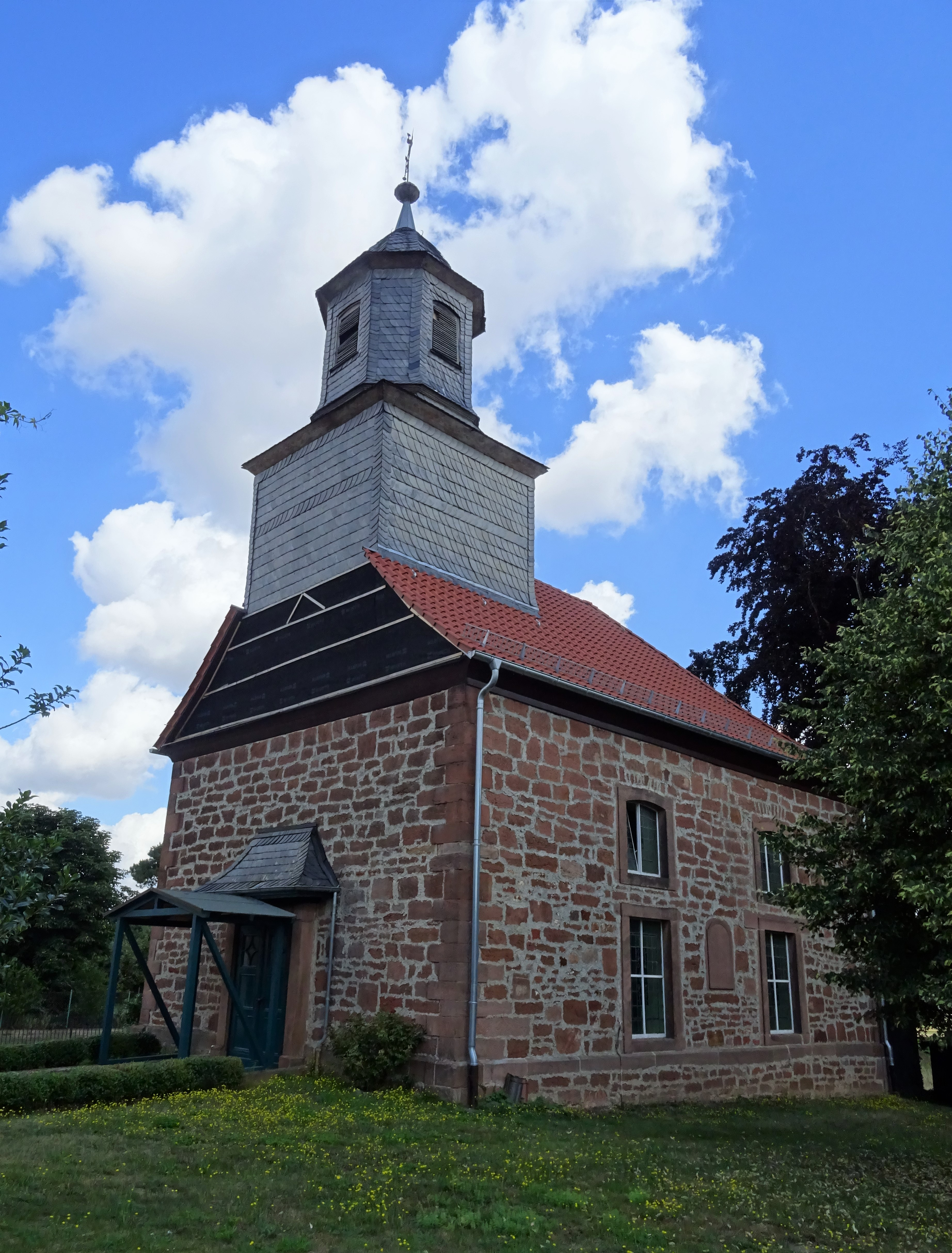
Evangelische Kirche in Udenborn

Die Evangelische Kirche Udenborn ist ein denkmalgeschütztes Kirchengebäude in Udenborn, einem Gemeindeteil von Wabern im Schwalm-Eder-Kreis (Hessen). Die Kirchengemeinde gehört zum Kirchenkreis Schwalm-Eder im Sprengel Marburg der Evangelischen Kirche von Kurhessen-Waldeck.

## Beschreibung
Im Jahr 1798 wurde die alte baufällige Fachwerkkirche abgebrochen und an gleicher Stelle nach einem Entwurf von Johann Andreas Engelhardt mit dem Bau einer Kirche aus Bruchsteinen mit Ecksteinen begonnen. Aufgrund finanzieller Schwierigkeiten konnte erst 1802 das Dach gedeckt werden. Aus dem Satteldach des Kirchenschiffs erhebt sich ein quadratischer, schiefergedeckter Dachreiter, auf dem ein achteckiger, mit einer glockenförmigen Haube bedeckter Aufsatz sitzt. Hinter dessen Klangarkaden befindrt sich der Glockenstuhl. 
Der Innenausbau war erst 1816 beendet, nachdem die dreiseitige, umlaufende Empore im Innenraum eingebaut war. Die hölzerne Kanzel steht über dem steinernen Altar. Beide stammen noch aus der Vorgängerkirche.